# Mathias Delorge
Mathias Delorge-Knieper (Sint-Truiden, 31 luglio 2004) è un calciatore belga, centrocampista del Gent.

## Biografia
È il figlio dell'ex calciatore Peter Delorge.

## Carriera

### Club
Cresciuto nel settore giovanile del Sint-Truiden, il 15 gennaio 2021 firma il primo contratto professionistico con il club gialloblù; esordisce in prima squadra il 10 aprile 2022, nella partita di campionato vinta per 3-0 contro lo Standard Liegi. Il 31 gennaio 2023, dopo aver saltato la prima parte di stagione a causa di un infortunio al ginocchio, viene ceduto in prestito al Lierse Kempenzonen.

### Nazionale
Ha giocato nelle nazionali giovanili belghe Under-16, Under-18, Under-20 ed Under-21.

## Statistiche

### Presenze e reti nei club
Statistiche aggiornate al 4 febbraio 2024.
| Stagione            | Squadra             | Campionato          | Campionato | Campionato | Coppe nazionali | Coppe nazionali | Coppe nazionali | Coppe continentali | Coppe continentali | Coppe continentali | Altre coppe | Altre coppe | Altre coppe | Totale | Totale |
| Stagione            | Squadra             | Comp                | Pres       | Reti       | Comp            | Pres            | Reti            | Comp               | Pres               | Reti               | Comp        | Pres        | Reti        | Pres   | Reti   |
| ------------------- | ------------------- | ------------------- | ---------- | ---------- | --------------- | --------------- | --------------- | ------------------ | ------------------ | ------------------ | ----------- | ----------- | ----------- | ------ | ------ |
| 2021-2022           | Sint-Truiden        | D1                  | 1          | 0          | CB              | 0               | 0               | -                  | -                  | -                  | -           | -           | -           | 1      | 0      |
| gen.-giu. 2023      | Lierse Kempenzonen  | D2                  | 10         | 0          | CB              | -               | -               | -                  | -                  | -                  | -           | -           | -           | 10     | 0      |
| 2023-2024           | Sint-Truiden        | D1                  | 24         | 1          | CB              | 0               | 0               | -                  | -                  | -                  | -           | -           | -           | 24     | 1      |
| Totale Sint-Truiden | Totale Sint-Truiden | Totale Sint-Truiden | 25         | 1          |                 | 0               | 0               |                    | -                  | -                  |             | -           | -           | 25     | 1      |
| Totale carriera     | Totale carriera     | Totale carriera     | 35         | 1          |                 | 0               | 0               |                    | -                  | -                  |             | -           | -           | 35     | 1      |